# Dinar Serbia
Dinar là tiền tệ chính thức của Cộng hòa Serbia. Một dinar có giá trị bằng 100 para. Mã tiền tệ quốc tế của đồng dinar Serbia là 941. Dinar hiện tại gồm tiền giấy và tiền xu khắc họa chân dung nhân vật lịch sử Serbia, Ngân hàng Quốc gia Serbia và các di tích văn hóa Serbia.
Ngân hàng Quốc gia Serbia (tiếng Serbia-Croatia: Narodna banka Srbije - NBS) chịu trách nhiệm phát hành, quyết định mệnh giá và đặc điểm hình dạng cơ bản, đưa tiền vào hoặc rút khỏi lưu thông. Ngân hàng cũng quản lý Viện Sản xuất tiền giấy và tiền xu tại Topčider là nơi in tiền giấy hoặc đúc tiền xu.

## Đang lưu hành
Ngày 4 tháng 2 năm 2003, Hiến pháp Serbia và Montenegro được thông qua. Năm sau, quốc gia có tên mới là Liên minh Nhà nước Serbia và Montenegro (tiếng Serbia-Croatia: Srbija i Crna Gora - SCG), tên này được in trên tiền do Ngân hàng Quốc gia Serbia phát hành.
Năm 2003 là thời điểm các đồng xu đầu tiên được phát hành không mang tên hay biểu tượng Nam Tư. Năm 2003-2004, thay vì tên quốc gia hay quốc huy, tiền lại mang biểu tượng Ngân hàng Quốc gia Serbia. Từ năm 2005, sau khi có khuyến nghị đưa quốc huy Serbia lên tiền, tiền đã mang quốc huy và tên Serbia được đưa vào lưu hành trước cả khi Montenegro rút khỏi liên minh.
Từ 1 tháng 11 năm 2006, ký hiệu quốc tế theo tiêu chuẩn ISO 4217 được áp dụng cho đồng dinar. Ký hiệu chữ cái là RSD tương ứng với ký hiệu số 941. Theo tiêu chuẩn đó, hai chữ cái đầu tiên chỉ tên quốc gia: Cộng hòa Serbia ("R" — Republika, "S" — Serbia), còn chữ cái thứ ba chỉ tên đồng tiền ("D" — dinar). Trước đó, theo tiêu chuẩn ICC (Mã tiền tệ quốc tế), đồng dinar có mã số 891 và mã chữ cái thay đổi tùy thời kỳ: thời Liên bang SCG có ký hiệu CSD, Cộng hòa Liên bang Nam Tư là YUD, còn Cộng hòa Liên bang Xã hội chủ nghĩa Nam Tư là YUM.

### Tiền giấy
Các giấy bạc dinar hiện đang lưu hành gồm:
- 10 dinar: in hình Vuk Stefanović Karadžić, nhà cải cách ngôn ngữ Serbia và nhà sưu tập nghệ thuật dân gian Serbia;[10]
- 20 dinar: in hình Petar II Petrović Njegoš, tác gia Serbia, nhà lãnh đạo Montenegro;[11]
- 50 dinar: in hình Stevan Stojanović Mokranjac, nhà soạn nhạc Serbia, góp phần quan trọng khai sinh phong cách nghệ thuật âm nhạc dân tộc Serb;[12]
- 100 dinar: in hình Nikola Tesla, khoa học gia Serbia;[13]
- 200 dinar: in hình Nadežda Petrović, nữ họa sĩ Serbia đầu thế kỷ 20;[14]
- 500 dinar: in hình Jovan Cvijić, khoa học gia Serbia;[15]
- 1.000 dinar: in hình Đorđe Weifert, nhà công nghiệp Serbia và thống đốc danh tiếng nhất của Ngân hàng Quốc gia Serbia;[16]
- 2.000 dinar: in hình Milutin Milanković, khoa học gia Serbia;[17]
- 5.000 dinar: in hình Slobodan Jovanović, chính khách Serbia lớn nhất thế kỷ 20;[18]

Ngày 24 tháng 3 năm 2003 đưa loạt giấy bạc mang biểu tượng Ngân hàng Quốc gia Serbia ra lưu hành, tờ đầu tiên có mệnh giá 1.000 dinar. Cùng năm 2003 phát hành thêm hai mệnh giá 100 và 5.000 dinar. Năm 2004 phát hành thêm tờ 500 dinar. Về cơ bản nguyên mẫu tiền giấy đã có từ năm 2000.
Tiền giấy mang nhãn hiệu Ngân hàng Quốc gia Nam Tư với chữ ký Thống đốc Mlađan Dinkić được lưu hành song song cho đến ngày 31 tháng 12 năm 2006 rồi bị thu hồi và thay thế hoàn toàn bằng tiền giấy mang nhãn hiệu Ngân hàng Quốc gia Serbia. Ngoại trừ dấu này, các tờ tiền cũ và mới có thiết kế gần như giống nhau.
Giấy bạc đầu tiên in hình quốc huy Serbia là tờ 200 dinar phát hành ngày 2 tháng 7 năm 2005. Đây cũng là tờ tiền đầu tiên có hình phụ nữ cũng như áp dụng hình kinegram, màu sắc thay đổi và hình ảnh chuyển động tùy vào góc nhìn.
Cùng năm 2005, tờ 50 dinar được đưa vào lưu hành. Năm 2006 phát hành các tờ mệnh giá 10, 20, 100 và 1.000 dinar.
Chủ đề thiết kế tờ 20 dinar đã được thay đổi so với tờ cũ của Nam Tư phát hành năm 2000. Cả hai đều lấy chân dung Njegoš của Uroš Knežević từ năm 1846 vẫn còn lưu tại Timisoara, chỉ là in trên tiền ngược hướng với tranh mẫu thực tế. Tiền mới có hình Tu viện Cetinje thay cho Lăng Lovćen trên tiền cũ. Mặt kia có hình Njegoš mặc trang phục truyền thống theo ảnh chụp năm 1848 của Anastas Jovanović tại Viên thay cho hình tượng Njegoš từ Lăng Lovćen, hoa văn trang trí lấy từ sách Cetinjski oktoih năm 1494 và dãy núi Komovi, phần còn lại giống như phiên bản tiền cũ năm 2000.
Tiếp theo là tờ 500 dinar phát hành năm 2007. Đến tận năm 2010 mới phát hành tờ 5.000 dinar, còn tờ 2.000 dinar ra lưu thông năm 2011.
Chữ viết trên tiền gồm cả hai loại Kirin và Latinh.
Ngày 31 tháng 12 năm 2007, nhằm cải tiến thiết kế và nâng cao chất lượng giấy bạc, Ngân hàng Quốc gia Serbia kêu gọi công chúng đóng góp cho việc phát triển mẫu concept loạt tiền giấy mới với các mệnh giá 10, 20, 50, 100, 200, 500, 1000, 2000 và 5000 dinar. Thời hạn chót nộp giải pháp là 30 tháng 6 năm 2008. Tuy nhiên, công chúng lại thờ ơ đến mức đáng kinh ngạc và những mẫu thu được đều không đáp ứng được mong muốn và ý định của Ngân hàng Quốc gia Serbia. Do đó, loạt tiền giấy hiện hành vẫn được sử dụng.

#### Bảo vệ
Tiền giấy có tuổi thọ trung bình ba năm nên mỗi năm ZIN in 30% lượng giấy bạc cho NBS.
Giấy in tiền là loại giấy chuyên dụng từ sợi bông nguyên chất, đàn hồi, độ chắc cần thiết, độ dày không đổi và có âm thanh đặc trưng khi gấp. Những thành phần bảo vệ được thêm vào trong quá trình sản xuất giấy.
Thành phần bảo vệ gồm:

#### Hình ảnh mô tả
| Mệnh giá   | Ngày phát hành       | Chữ ký Thống đốc     | Chân dung                   | Mặt trước | Mặt sau | Kích thước  | Màu sắc                                     |
| ---------- | -------------------- | -------------------- | --------------------------- | --- | --- | ----------- | ------------------------------------------- |
| 10 dinar   | 19 tháng 5 năm 2006  | Radovan Jelašić      | Vuk Stefanović Karadžić     | Chân dung Karadžić, cuốn sách để mở và bút viết của ông (trưng bày tại Bảo tàng Vuk và Dositej ở Beograd), ba chữ cái trong bảng mẫu tự Serbia hiện đại.                            | Hình Karadžić (chi tiết từ ảnh chụp), tham gia "Đại hội Slav đầu tiên" tổ chức tại Praha năm 1848, phù điêu, quốc huy Serbia ở góc trên bên trái, trên nền vàng đất.                                                                                                   | 62 × 131 mm | vàng đất, nâu và xanh lục                   |
| 10 dinar   | 30 tháng 9 năm 2011  | Dejan Šoškić         | Vuk Stefanović Karadžić     | Chân dung Karadžić, cuốn sách để mở và bút viết của ông (trưng bày tại Bảo tàng Vuk và Dositej ở Beograd), ba chữ cái trong bảng mẫu tự Serbia hiện đại.                            | Hình Karadžić (chi tiết từ ảnh chụp), tham gia "Đại hội Slav đầu tiên" tổ chức tại Praha năm 1848, phù điêu, quốc huy Serbia ở góc trên bên trái, trên nền vàng đất.                                                                                                   | 62 × 131 mm | vàng đất, nâu và xanh lục                   |
| 10 dinar   | 24 tháng 5 năm 2013  | Jorgovanka Tabaković | Vuk Stefanović Karadžić     | Chân dung Karadžić, cuốn sách để mở và bút viết của ông (trưng bày tại Bảo tàng Vuk và Dositej ở Beograd), ba chữ cái trong bảng mẫu tự Serbia hiện đại.                            | Hình Karadžić (chi tiết từ ảnh chụp), tham gia "Đại hội Slav đầu tiên" tổ chức tại Praha năm 1848, phù điêu, quốc huy Serbia ở góc trên bên trái, trên nền vàng đất.                                                                                                   | 62 × 131 mm | vàng đất, nâu và xanh lục                   |
| 20 dinar   | 18 tháng 7 năm 2006  | Radovan Jelašić      | Petar II Petrović Njegoš    | Chân dung Njegoš, bên phải là hình vẽ Tu viện Cetinje. | Hình tượng Njegoš theo ảnh của Anastas Jovanović (1846), chi tiết từ tiểu họa trang trí sách Cetinje Octoechos in ở Cetinje năm 1494, khối núi Komovi, quốc huy ở góc trên bên trái, trên nền xanh lá.                                                                 | 64 × 135 mm | xanh lục, vàng đất và đen thẫm              |
| 20 dinar   | 30 tháng 9 năm 2011  | Dejan Šoškić         | Petar II Petrović Njegoš    | Chân dung Njegoš, bên phải là hình vẽ Tu viện Cetinje. | Hình tượng Njegoš theo ảnh của Anastas Jovanović (1846), chi tiết từ tiểu họa trang trí sách Cetinje Octoechos in ở Cetinje năm 1494, khối núi Komovi, quốc huy ở góc trên bên trái, trên nền xanh lá.                                                                 | 64 × 135 mm | xanh lục, vàng đất và đen thẫm              |
| 20 dinar   | 24 tháng 5 năm 2013  | Jorgovanka Tabaković | Petar II Petrović Njegoš    | Chân dung Njegoš, bên phải là hình vẽ Tu viện Cetinje. | Hình tượng Njegoš theo ảnh của Anastas Jovanović (1846), chi tiết từ tiểu họa trang trí sách Cetinje Octoechos in ở Cetinje năm 1494, khối núi Komovi, quốc huy ở góc trên bên trái, trên nền xanh lá.                                                                 | 64 × 135 mm | xanh lục, vàng đất và đen thẫm              |
| 50 dinar   | 15 tháng 11 năm 2005 | Radovan Jelašić      | Stevan Stojanović Mokranjac | Chân dung Mokranjec, phần vĩ cầm cách điệu, bàn phím dương cầm và bản nhạc từ di sản Mokranjec.                                                                                     | Hình Mokranjec, họa tiết trang trí từ Phúc Âm Miroslav, bản nhạc, quốc huy Serbia ở góc trên bên trái, trên nền tím. | 66 × 139 mm | tông tím và đất                             |
| 50 dinar   | 20 tháng 6 năm 2011  | Dejan Šoškić         | Stevan Stojanović Mokranjac | Chân dung Mokranjec, phần vĩ cầm cách điệu, bàn phím dương cầm và bản nhạc từ di sản Mokranjec.                                                                                     | Hình Mokranjec, họa tiết trang trí từ Phúc Âm Miroslav, bản nhạc, quốc huy Serbia ở góc trên bên trái, trên nền tím. | 66 × 139 mm | tông tím và đất                             |
| 50 dinar   | 28 tháng 2 năm 2014  | Jorgovanka Tabaković | Stevan Stojanović Mokranjac | Chân dung Mokranjec, phần vĩ cầm cách điệu, bàn phím dương cầm và bản nhạc từ di sản Mokranjec.                                                                                     | Hình Mokranjec, họa tiết trang trí từ Phúc Âm Miroslav, bản nhạc, quốc huy Serbia ở góc trên bên trái, trên nền tím. | 66 × 139 mm | tông tím và đất                             |
| 100 dinar  | 2 tháng 7 năm 2003   | Mlađan Dinkić        | Nikola Tesla                | Chân dung Tesla, công thức đơn vị cảm ứng từ, hình ảnh phóng điện và máy móc của ông.                                                                                               | Hình tượng Tesla (lấy cảm hứng từ bức ảnh trong Bảo tàng Nikola Tesla ở Beograd), bản vẽ động cơ điện Tesla, "chim câu của Tesla", biểu trưng Ngân hàng Quốc gia Serbia/quốc huy Serbia ở phía trên.                                                                   | 68 × 143 mm | xanh lam, vàng đất và xanh lục              |
| 100 dinar  | 17 tháng 9 năm 2004  | Radovan Jelašić      | Nikola Tesla                | Chân dung Tesla, công thức đơn vị cảm ứng từ, hình ảnh phóng điện và máy móc của ông.                                                                                               | Hình tượng Tesla (lấy cảm hứng từ bức ảnh trong Bảo tàng Nikola Tesla ở Beograd), bản vẽ động cơ điện Tesla, "chim câu của Tesla", biểu trưng Ngân hàng Quốc gia Serbia/quốc huy Serbia ở phía trên.                                                                   | 68 × 143 mm | xanh lam, vàng đất và xanh lục              |
| 100 dinar  | 20 tháng 10 năm 2006 | Radovan Jelašić      | Nikola Tesla                | Chân dung Tesla, công thức đơn vị cảm ứng từ, hình ảnh phóng điện và máy móc của ông.                                                                                               | Hình tượng Tesla (lấy cảm hứng từ bức ảnh trong Bảo tàng Nikola Tesla ở Beograd), bản vẽ động cơ điện Tesla, "chim câu của Tesla", biểu trưng Ngân hàng Quốc gia Serbia/quốc huy Serbia ở phía trên.                                                                   | 68 × 143 mm | xanh lam, vàng đất và xanh lục              |
| 100 dinar  | 11 tháng 5 năm 2012  | Dejan Šoškić         | Nikola Tesla                | Chân dung Tesla, công thức đơn vị cảm ứng từ, hình ảnh phóng điện và máy móc của ông.                                                                                               | Hình tượng Tesla (lấy cảm hứng từ bức ảnh trong Bảo tàng Nikola Tesla ở Beograd), bản vẽ động cơ điện Tesla, "chim câu của Tesla", biểu trưng Ngân hàng Quốc gia Serbia/quốc huy Serbia ở phía trên.                                                                   | 68 × 143 mm | xanh lam, vàng đất và xanh lục              |
| 100 dinar  | 24 tháng 5 năm 2013  | Jorgovanka Tabaković | Nikola Tesla                | Chân dung Tesla, công thức đơn vị cảm ứng từ, hình ảnh phóng điện và máy móc của ông.                                                                                               | Hình tượng Tesla (lấy cảm hứng từ bức ảnh trong Bảo tàng Nikola Tesla ở Beograd), bản vẽ động cơ điện Tesla, "chim câu của Tesla", biểu trưng Ngân hàng Quốc gia Serbia/quốc huy Serbia ở phía trên.                                                                   | 68 × 143 mm | xanh lam, vàng đất và xanh lục              |
| 200 dinar  | 2 tháng 7 năm 2005   | Radovan Jelašić      | Nadežda Petrović            | Chân dung Petrović, đại diện tác phẩm điêu khắc của bà, phác thảo nhà thờ tu viện Gračanica, cây cọ họa sĩ.                                                                         | Hình tượng Petrović trong vai trò y tá tình nguyện thời Chiến tranh Balkan lần thứ nhất, theo ảnh chụp năm 1913 (Prizren), quang cảnh nhà thờ tu viện Gračanica, một phần bố cục trong tranh Nadežda Petrović, quốc huy Serbia ở góc trên bên trái, trên nền xanh lam. | 70 × 147 mm | nâu đỏ thêm các tông xanh lam               |
| 200 dinar  | 30 tháng 9 năm 2011  | Dejan Šoškić         | Nadežda Petrović            | Chân dung Petrović, đại diện tác phẩm điêu khắc của bà, phác thảo nhà thờ tu viện Gračanica, cây cọ họa sĩ.                                                                         | Hình tượng Petrović trong vai trò y tá tình nguyện thời Chiến tranh Balkan lần thứ nhất, theo ảnh chụp năm 1913 (Prizren), quang cảnh nhà thờ tu viện Gračanica, một phần bố cục trong tranh Nadežda Petrović, quốc huy Serbia ở góc trên bên trái, trên nền xanh lam. | 70 × 147 mm | nâu đỏ thêm các tông xanh lam               |
| 200 dinar  | 5 tháng 7 năm 2013   | Jorgovanka Tabaković | Nadežda Petrović            | Chân dung Petrović, đại diện tác phẩm điêu khắc của bà, phác thảo nhà thờ tu viện Gračanica, cây cọ họa sĩ.                                                                         | Hình tượng Petrović trong vai trò y tá tình nguyện thời Chiến tranh Balkan lần thứ nhất, theo ảnh chụp năm 1913 (Prizren), quang cảnh nhà thờ tu viện Gračanica, một phần bố cục trong tranh Nadežda Petrović, quốc huy Serbia ở góc trên bên trái, trên nền xanh lam. | 70 × 147 mm | nâu đỏ thêm các tông xanh lam               |
| 500 dinar  | 17 tháng 9 năm 2004  | Radovan Jelašić      | Jovan Cvijić                | Chân dung Cvijić, hình chiếu bản đồ Trái Đất và bán đảo Balkan phía sau. | Hình tượng Cvijić, mô tả cách điệu họa tiết dân tộc, biểu trưng Ngân hàng Quốc gia Serbia/quốc huy Serbia ở góc trên bên trái, trên nền xanh lục. | 70 × 147 mm | xanh lam, xanh lục và vàng                  |
| 500 dinar  | 4 tháng 6 năm 2007   | Radovan Jelašić      | Jovan Cvijić                | Chân dung Cvijić, hình chiếu bản đồ Trái Đất và bán đảo Balkan phía sau. | Hình tượng Cvijić, mô tả cách điệu họa tiết dân tộc, biểu trưng Ngân hàng Quốc gia Serbia/quốc huy Serbia ở góc trên bên trái, trên nền xanh lục. | 70 × 147 mm | xanh lam, xanh lục và vàng                  |
| 500 dinar  | 30 tháng 12 năm 2011 | Dejan Šoškić         | Jovan Cvijić                | Chân dung Cvijić, hình chiếu bản đồ Trái Đất và bán đảo Balkan phía sau. | Hình tượng Cvijić, mô tả cách điệu họa tiết dân tộc, biểu trưng Ngân hàng Quốc gia Serbia/quốc huy Serbia ở góc trên bên trái, trên nền xanh lục. | 70 × 147 mm | xanh lam, xanh lục và vàng                  |
| 500 dinar  | 7 tháng 12 năm 2012  | Jorgovanka Tabaković | Jovan Cvijić                | Chân dung Cvijić, hình chiếu bản đồ Trái Đất và bán đảo Balkan phía sau. | Hình tượng Cvijić, mô tả cách điệu họa tiết dân tộc, biểu trưng Ngân hàng Quốc gia Serbia/quốc huy Serbia ở góc trên bên trái, trên nền xanh lục. | 70 × 147 mm | xanh lam, xanh lục và vàng                  |
| 1000 dinar | 24 tháng 3 năm 2003  | Mlađan Dinkić        | Đorđe Vajfert               | Chân dung Đorđe Vajfert, thể hiện tổ hợp nhà máy bia Vajfert cũ, hình kinegram "Thánh Đorđe giết rồng".                                                                             | Hình tượng Vajfert đang ngồi, bên trong tòa nhà Ngân hàng Quốc gia Serbia (nơi ông làm việc lâu năm), huy chương kỷ niệm; biểu trưng Ngân hàng Quốc gia Serbia/quốc huy Serbia ở góc trên bên trái, trên nền đỏ.                                                       | 72 × 151 mm | đỏ, vàng đất và xanh lam                    |
| 1000 dinar | 15 tháng 9 năm 2003  | Kori Udovički        | Đorđe Vajfert               | Chân dung Đorđe Vajfert, thể hiện tổ hợp nhà máy bia Vajfert cũ, hình kinegram "Thánh Đorđe giết rồng".                                                                             | Hình tượng Vajfert đang ngồi, bên trong tòa nhà Ngân hàng Quốc gia Serbia (nơi ông làm việc lâu năm), huy chương kỷ niệm; biểu trưng Ngân hàng Quốc gia Serbia/quốc huy Serbia ở góc trên bên trái, trên nền đỏ.                                                       | 72 × 151 mm | đỏ, vàng đất và xanh lam                    |
| 1000 dinar | 18 tháng 7 năm 2006  | Radovan Jelašić      | Đorđe Vajfert               | Chân dung Đorđe Vajfert, thể hiện tổ hợp nhà máy bia Vajfert cũ, hình kinegram "Thánh Đorđe giết rồng".                                                                             | Hình tượng Vajfert đang ngồi, bên trong tòa nhà Ngân hàng Quốc gia Serbia (nơi ông làm việc lâu năm), huy chương kỷ niệm; biểu trưng Ngân hàng Quốc gia Serbia/quốc huy Serbia ở góc trên bên trái, trên nền đỏ.                                                       | 72 × 151 mm | đỏ, vàng đất và xanh lam                    |
| 1000 dinar | 30 tháng 12 năm 2011 | Dejan Šoškić         | Đorđe Vajfert               | Chân dung Đorđe Vajfert, thể hiện tổ hợp nhà máy bia Vajfert cũ, hình kinegram "Thánh Đorđe giết rồng".                                                                             | Hình tượng Vajfert đang ngồi, bên trong tòa nhà Ngân hàng Quốc gia Serbia (nơi ông làm việc lâu năm), huy chương kỷ niệm; biểu trưng Ngân hàng Quốc gia Serbia/quốc huy Serbia ở góc trên bên trái, trên nền đỏ.                                                       | 72 × 151 mm | đỏ, vàng đất và xanh lam                    |
| 1000 dinar | 25 tháng 7 năm 2014  | Jorgovanka Tabaković | Đorđe Vajfert               | Chân dung Đorđe Vajfert, thể hiện tổ hợp nhà máy bia Vajfert cũ, hình kinegram "Thánh Đorđe giết rồng".                                                                             | Hình tượng Vajfert đang ngồi, bên trong tòa nhà Ngân hàng Quốc gia Serbia (nơi ông làm việc lâu năm), huy chương kỷ niệm; biểu trưng Ngân hàng Quốc gia Serbia/quốc huy Serbia ở góc trên bên trái, trên nền đỏ.                                                       | 72 × 151 mm | đỏ, vàng đất và xanh lam                    |
| 2000 dinar | 30 tháng 12 năm 2011 | Dejan Šoškić         | Milutin Milanković          | Chân dung Milanković, ở giữa là hình Milanković ngồi tại bàn làm việc, bên dưới là hình ảnh minh họa các tính toán của ông về chuyển động của đường băng tuyết phần tư 600 năm qua. | Hình tượng Milanković, mảnh đĩa mặt trời cách điệu, ở giữa phần lớn là tác phẩm "Bắc thiên cực tuyến" của ông, quốc huy Serbia ở góc trên bên trái, trên nền ôliu. | 74 × 155 mm | tông ôliu xám gia thêm vàng cam và xanh lam |
| 2000 dinar | 7. децембар 2012.    | Jorgovanka Tabaković | Milutin Milanković          | Chân dung Milanković, ở giữa là hình Milanković ngồi tại bàn làm việc, bên dưới là hình ảnh minh họa các tính toán của ông về chuyển động của đường băng tuyết phần tư 600 năm qua. | Hình tượng Milanković, mảnh đĩa mặt trời cách điệu, ở giữa phần lớn là tác phẩm "Bắc thiên cực tuyến" của ông, quốc huy Serbia ở góc trên bên trái, trên nền ôliu. | 74 × 155 mm | tông ôliu xám gia thêm vàng cam và xanh lam |
| 5000 dinar | 2 tháng 7 năm 2003   | Млађан Динкић        | Slobodan Jovanović          | Chân dung Slobodan Jovanović | Hình tượng Jovanović, một phần Nhà Quốc hội Beograd, cách điệu nội thất hội trường; biểu trưng Ngân hàng Quốc gia Serbia/quốc huy Serbia ở góc trên bên trái, trên nền tím.                                                                                            | 76 × 159 mm | tông xanh lục, tím và vàng.                 |
| 5000 dinar | 26 tháng 11 năm 2010 | Dejan Šoškić         | Slobodan Jovanović          | Chân dung Slobodan Jovanović | Hình tượng Jovanović, một phần Nhà Quốc hội Beograd, cách điệu nội thất hội trường; biểu trưng Ngân hàng Quốc gia Serbia/quốc huy Serbia ở góc trên bên trái, trên nền tím.                                                                                            | 76 × 159 mm | tông xanh lục, tím và vàng.                 |
| 5000 dinar | 6 tháng 5 năm 2016   | Jorgovanka Tabaković | Slobodan Jovanović          | Chân dung Slobodan Jovanović | Hình tượng Jovanović, một phần Nhà Quốc hội Beograd, cách điệu nội thất hội trường; biểu trưng Ngân hàng Quốc gia Serbia/quốc huy Serbia ở góc trên bên trái, trên nền tím.                                                                                            | 76 × 159 mm | tông xanh lục, tím và vàng.                 |

#### Tiền giả
Lượng lưu hành thời điểm tháng 6 năm 2016 lên tới 299,65 triệu tờ giấy bạc tương đương 168,65 tỷ dinar. Phổ biến nhất là tờ 1.000 dinar với số lượng 64.424.950 tờ. Thời điểm này cũng ghi nhận cứ 1 triệu tờ tiền thật thì có trung bình 10,1 tờ tiền giả, tức 26.540,2 dinar giả / 1 tỷ dinar. Các mệnh giá bị làm giả nhiều nhất là 2.000 (1.354 tờ), tiếp theo là 1.000 (970 tờ) rồi đến 500 dinar (521 tờ). Ba mệnh giá này chiếm tới 94,1% lượng tiền giả bị phát hiện. Năm 2016 phát hiện tổng cộng 6.171 tờ tiền giả.
Tính đến 31 tháng 12 năm 2017, có 331,06 triệu giấy bạc lưu hành tương ứng 197,93 tỷ dinar. Trung bình 17,6 tờ tiền giả / 1 triệu tờ, ứng với 36.006 dinar giả / 1 tỷ dinar. Trong năm 2017 phát hiện được 5.834 tờ tiền giả trị giá 7,12 triệu dinar. Các mệnh giá bị làm giả phổ biến là 1.000 (2.770 tờ ~ 47,48%), 2.000 (1.510 tờ ~ 25,88%) và 500 dinar (1.372 miếng ~ 23,5%) chiếm tới 96,9 % lượng tiền giả. Lượng tiền giả bị phát hiện năm 2017 ít hơn 5,5% so với năm 2016.
Người dân được khuyên không nên tự kiểm tra tiền giả vì thường có phần làm giả đính vào phần thật. Tất cả các thành phần trong tiền thật đều được in sắc nét và rõ ràng. Hầu hết tiền giả đều làm in mịn, không làm được phần nổi, thường không có hình khuôn chìm tại phần chữ nhật trắng, nếu có thì cũng không có đường viền rõ ràng chính xác. Dây bảo hiểm làm giả thường có màu xám nhạt đứt gãy và không có dòng chữ nhỏ.
Đưa tiền giả vào lưu thông là phạm pháp và sẽ bị truy tố hình sự. Người dân được khuyên nếu nghi ngờ tiền giả thì không nên nhận nhằm giúp xác định nguồn gốc tiền giả đỡ khó khăn. Nếu đã nhận rồi và phát hiện hoặc nghi ngờ tiền giả, công dân có nghĩa vụ giao tờ tiền đó cho bất kỳ ngân hàng hoặc đơn vị tổ chức nào Bộ Nội vụ và nhận lại giấy chứng nhận tịch thu tạm thời. Tờ tiền khả nghi được gửi đến Ngân hàng Quốc gia để giám định. Ngân hàng Quốc gia sẽ thông báo kết quả cho ngân hàng yêu cầu giám định hoặc Bộ Nội vụ. Nếu giám định là giả mạo, NBS  sẽ được quyền giữ lại. Người khai báo tiền giả có thể yêu cầu bồi thường thiệt hại nhưng phải cung cấp bằng chứng xác đáng thì mới có khả năng thành công. Ngược lại, nếu giám định xác nhận tiền thật thì NBS phải trả lại.

### Tiền xu
Tiền xu hiện đang lưu hành ở Serbia được đúc năm 2003, gồm các đồng:
- 1 dinar: phù điêu tòa nhà Ngân hàng Quốc gia Serbia[27]
- 2 dinar: tòa nhà tu viện Gračanica[28]
- 5 dinar: tòa nhà tu viện Krušedol[29]
- 10 dinar: tòa nhà tu viện Studenica[30]
- 20 dinar: nhà thờ Thánh Sava ở Beograd (2003)[31]

Ngày 2 tháng 7 năm 2003 phát hành loạt tiền xu đầu tiên mang biểu tượng Ngân hàng Quốc gia Serbia đủ năm loại trên. Chúng được lưu hành song song với những đồng xu Nam Tư từ trước là 50 para, 1, 2 và 5 dinar. Tiền xu năm 2003 đều được làm từ hợp kim có cùng thành phần: 70% đồng, 12% nickel, 18% kẽm. Tỷ lệ hợp kim này khiến xu Serbia nặng hơn một chút so với xu Nam Tư cùng mệnh giá.
Ngày 2 tháng 7 năm 2005 phát hành loạt xu 1, 5, 10 dinar thay thế biểu tượng NBS bằng quốc huy và tên Serbia (bằng cả chữ Kirin và Latinh). Chỉ có 10 dinar có thành phần hợp kim giống như năm 2003 còn 1 và 5 dinar được đúc rẻ hơn. Đồng xu mới có điểm mới nữa là viền phẳng và tròn xen kẽ. Thiết kế không nêu tên tác giả chính thức, chỉ nói là do nhóm chuyên gia thuộc Viện sản xuất tiền. Ngày 30 tháng 7 năm 2006, Cộng hòa Serbia độc lập phát hành đồng xu đầu tiên mệnh giá 20 dinar. Ngày 27 tháng 12 năm 2006 phát hành loạt xu 2 dinar có hình quốc huy và tên quốc gia.
Đồng 1 dinar Nam Tư cũ đúc trước năm 2000 không còn giá trị từ ngày 1 tháng 1 năm 2007. Do giá trị thanh toán thấp và chi phí sản xuất cao gấp nhiều lần mệnh giá trên tiền xu nên đồng này không còn được đúc thêm nữa. Cuối năm 2007, đồng 50 para cũng bị rút khỏi lưu thông.
Cuối năm 2009, tiền xu 1, 2 và 5 dinar Nam Tư cũ đúc trong giai đoạn 2000-2002 bị rút khỏi lưu thông. Cùng năm đó lưu hành các đồng 1 và 2 dinar bằng vật liệu mới nhiều lớp, lõi thép carbon, mạ điện hóa hai mặt bằng một lớp đồng cơ bản và lớp phủ đồng thau, khác với hợp kim đồng, kẽm và nickel trước đó. Tuy vậy, khác biệt này so với các đồng hợp kim cũ là không thể nhận ra trên thị trường lưu thông.
Năm 2010, theo thanh khoản lưu thông định kỳ thường niên, các đồng 1, 2, 5, 10 và 20 dinar được đưa vào lưu thông giống như các đồng trước đó, ngoại trừ đồng 20 dinar có hình Đorđe Vajfert ở mặt trước.

#### Đúc tiền
Xưởng mỹ thuật tiền xu gồm một xưởng điêu khắc tạo hình và một xưởng khắc. Xưởng điêu khắc hiện thực hóa các giải pháp ý tưởng và sáng tạo hoàn chỉnh cho đến mô hình thạch cao. Xưởng khắc dùng mô hình thạch cao để tham chiếu thành các tiêu chuẩn sao chép chính xác về kích thước thực. Máy chuyên dụng sẽ thu nhỏ mô hình, gia công thêm độ lồi lõm thích hợp, các chi tiết được chạm khắc thủ công nhiều lần cho tinh xảo. Sau đó, mô hình mẫu được hoàn thiện cơ tính và xử lý nhiệt. Để đạt độ bền cần thiết, mẫu có thể phải gia cường trong chân không, giải phóng nhiệt trong lò đúc hoặc đánh bóng bề mặt cao độ, và dùng kỹ thuật dòng điện ganvanic để bảo hiểm cho đồng xu bằng bằng kỹ thuật mạ crom cứng sáng.
Xu được đúc bằng máy ép theo thành phần và khối lượng quy định. Máy đúc được 700 đồng xu mỗi phút, tức 300.000 đồng xu trong một ca sáng. Việc đếm số lượng, đóng gói và cân cũng được thực hiện bằng máy, trên những dây chuyền riêng.
Sản xuất tiền xu đắt gấp ba lần so với in giấy bạc cùng mệnh giá do chi phí nguyên liệu hợp kim. Sản xuất xu 1, 2 hoặc 5 dinar sẽ đắt hơn việc in tiền giấy tương ứng, chỉ với xu 10 dinar trở lên thì mới hoàn lại được giá trị. Nhưng mặt khác, tiền xu không bị gỉ sét và hầu như không có phế liệu bỏ đi khi đúc.

#### Tiền xu kỷ niệm đưa vào lưu hành
Đồng 10 dinar:
- Nhân dịp Universiade mùa hè lần thứ 25 năm 2009

Đồng 20 dinar:
- Kỷ niệm 150 năm ngày sinh Nikola Tesla ngày 30 tháng 6 năm 2006, 1 triệu đồng xu đúc hình Tesla được đưa vào lưu hành.
- Kỷ niệm 200 năm Dositej Obradović đến Serbia: tháng 12 năm 2007, 1 triệu đồng xu 20 dinar được phát hành giới hạn.[40]
- Xu khắc hình Milutin Milanković năm 2009
- Kỷ niệm 150 năm ngày sinh Đorđa Vajfert: 16 tháng 6 năm 2010.[37]
- Kỷ niệm 50 năm (người Serb) đạt Giải Nobel Văn học: 20 tháng 5 năm 2011, xu khắc hình Ivo Andrić được đưa vào lưu hành
- Xu Mihajlo Pupin được phát hành năm 2012.

##### Stefan Dragutin

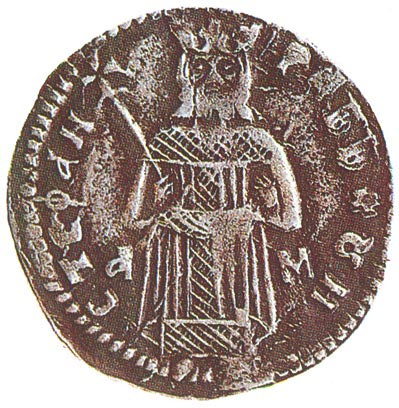
Dinar của vua Dragutin được biết đến là đồng dinar đầu tiên có chữ Kirin và hình quân vương trong tư thế đứng. Vua đội vương miện, tay phải cầm vương trượng một đầu là thánh giá, tay kia đặt trước ngực.

##### Stefan Milutin

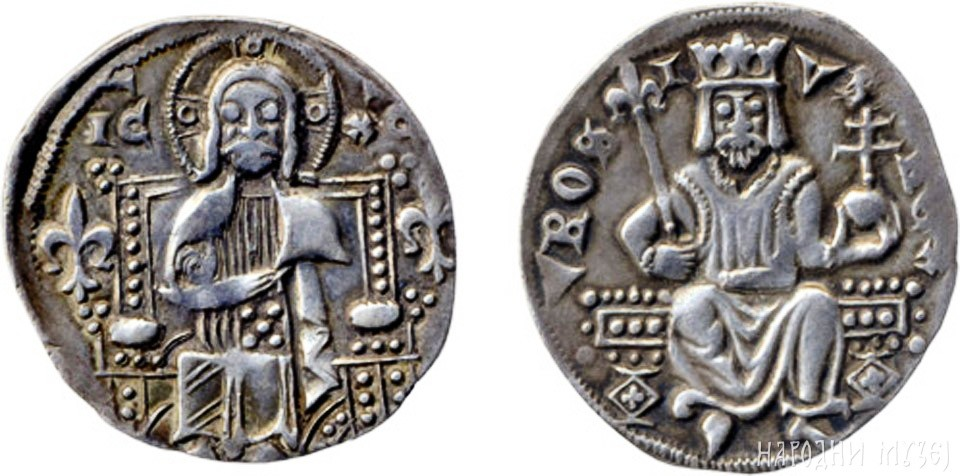
Tiền của vua Milutin. Mặt trước: Chúa Giêsu ngồi trên ngai cầm sách Phúc Âm. Bên trái và bên phải là hai bông hoa huệ. Mặt sau: vua đội vương miện và mặc áo dài ngồi trên ngai, tay phải cầm quyền trượng thánh giá, tay trái cầm quả cầu thánh giá kép. Khối lượng 2,12 g, đường kính 19 mm.

#### Mô tả
| Mệnh giá | Năm phát hành    | Năm đúc tiền                                         | Hình ảnh | Mặt trước                                                              | Mặt sau                                                                                         | Hợp kim | Đường kính | Khối lượng |
| -------- | ---------------- | ---------------------------------------------------- | -------- | ---------------------------------------------------------------------- | ----------------------------------------------------------------------------------------------- | --- | ---------- | ---------- |
| 1 dinar  | 2003.            | 2003, 2004                                           |          | Giá trị (số và chữ), phù điêu tòa nhà NBS, năm đúc.                    | Dấu hiệu nhà phát hành (chữ Kirin và Latinh) và biểu trưng NBS.                                 | 70 % Cu, 12 % Ni, 18 % Zn | 20 mm      | 4,34 g     |
| 1 dinar  | 2005             | 2005, 2006, 2007, 2008, 2009                         |          | Giá trị (số và chữ), phù điêu tòa nhà NBS, năm đúc.                    | Phù hiệu quốc gia (quốc huy và tên nước) và nhà phát hành (NBS, viết bằng chữ Kirin và Latinh). | 75 % Cu, 0,5 % Ni, 24,5 % Zn | 20 mm      | 4,26 g     |
| 1 dinar  | 2009, 2011, 2013 | 2009, 2010, 2011, 2012, 2013, 2014, 2016, 2018, 2019 |          | Giá trị (số và chữ), phù điêu tòa nhà NBS, năm đúc.                    | Phù hiệu quốc gia (quốc huy và tên nước) và nhà phát hành (NBS, viết bằng chữ Kirin và Latinh). | Vật liệu nhiều lớp, lõi thép cacbon thấp, được mạ điện hai mặt bằng một lớp đồng cơ bản được phủ hai lớp, một lớp đồng và một lớp đồng thau. | 20 mm      | 4,20 g     |
| 2 dinar  | 2003             | 2003                                                 |          | Giá trị (số và chữ), tu viện Gračanica, năm đúc tiền.                  | Dấu hiệu nhà phát hành (chữ Kirin và Latinh) và biểu trưng NBS.                                 | 70 % Cu, 12 % Ni, 18 % Zn | 22 mm      | 5,24 g     |
| 2 dinar  | 2006             | 2006, 2007, 2008, 2009, 2010                         |          | Giá trị (số và chữ), tu viện Gračanica, năm đúc tiền.                  | Phù hiệu quốc gia (quốc huy và tên nước) và nhà phát hành (NBS, viết bằng chữ Kirin và Latinh). | 75 % Cu, 0,5 % Ni, 24,5 % Zn | 22 mm      | 5,15 g     |
| 2 dinar  | 2009, 2011, 2013 | 2009, 2011, 2012, 2013, 2014, 2016, 2018, 2019       |          | Giá trị (số và chữ), tu viện Gračanica, năm đúc tiền.                  | Phù hiệu quốc gia (quốc huy và tên nước) và nhà phát hành (NBS, viết bằng chữ Kirin và Latinh). | Vật liệu nhiều lớp, lõi thép cacbon thấp, được mạ điện hai mặt bằng một lớp đồng cơ bản được phủ hai lớp, một lớp đồng và một lớp đồng thau. | 22 mm      | 5,05 g     |
| 5 dinar  | 2003             | 2003                                                 |          | Giá trị (số và chữ), tu viện Krušedol, năm đúc tiền.                   | Dấu hiệu nhà phát hành (chữ Kirin và Latinh) và biểu trưng NBS.                                 | 70 % Cu, 12 % Ni, 18 % Zn | 24 mm      | 6,23 g     |
| 5 dinar  | 2005, 2011       | 2005, 2006, 2007, 2008, 2009, 2011, 2012             |          | Giá trị (số và chữ), tu viện Krušedol, năm đúc tiền.                   | Phù hiệu quốc gia (quốc huy và tên nước) và nhà phát hành (NBS, viết bằng chữ Kirin và Latinh). | 75 % Cu, 0,5 % Ni, 24,5 % Zn | 24 mm      | 6,13 g     |
| 5 dinar  | 2013             | 2013, 2014, 2016, 2018, 2019                         |          | Giá trị (số và chữ), tu viện Krušedol, năm đúc tiền.                   | Phù hiệu quốc gia (quốc huy và tên nước) và nhà phát hành (NBS, viết bằng chữ Kirin và Latinh). | Vật liệu nhiều lớp, lõi thép cacbon thấp, được mạ điện hai mặt bằng một lớp đồng cơ bản được phủ hai lớp, một lớp đồng và một lớp đồng thau. | 24 mm      | 5,78 g     |
| 10 dinar | 2003             | 2003                                                 |          | Giá trị (số và chữ), tu viện Studenica, năm đúc tiền.                  | Dấu hiệu nhà phát hành (chữ Kirin và Latinh) và biểu trưng NBS.                                 | 70 % Cu, 12 % Ni, 18 % Zn | 26 mm      | 7,77 g     |
| 10 dinar | 2005             | 2005, 2006, 2007, 2010, 2011, 2012                   |          | Giá trị (số và chữ), tu viện Studenica, năm đúc tiền.                  | Phù hiệu quốc gia (quốc huy và tên nước) và nhà phát hành (NBS, viết bằng chữ Kirin và Latinh). | 70 % Cu, 12 % Ni, 18 % Zn | 26 mm      | 7,77 g     |
| 10 dinar | 2009             | 2009                                                 |          | Giá trị (số và chữ), mô típ Universiade XXV tại Beograd, năm đúc tiền. | Phù hiệu quốc gia (quốc huy và tên nước) và nhà phát hành (NBS, viết bằng chữ Kirin và Latinh). | 70 % Cu, 12 % Ni, 18 % Zn | 26 mm      | 7,77 g     |
| 20 dinar | 2003             | 2003                                                 |          | Giá trị (số và chữ), nhà thờ thánh Sava tại Vračar, năm đúc tiền.      | Dấu hiệu nhà phát hành (chữ Kirin và Latinh) và biểu trưng NBS.                                 | 70 % Cu, 12 % Ni, 18 % Zn | 28 mm      | 9,00 g     |
| 20 dinar | 2006             | 2006                                                 |          | Giá trị (số và chữ), chân dung Nikola Tesla, năm đúc tiền.             | Phù hiệu quốc gia (quốc huy và tên nước) và nhà phát hành (NBS, viết bằng chữ Kirin và Latinh). | 70 % Cu, 12 % Ni, 18 % Zn | 28 mm      | 9,00 g     |
| 20 dinar | 2007             | 2007                                                 |          | Giá trị (số và chữ), chân dung Dositej Obradović, năm đúc tiền.        | Phù hiệu quốc gia (quốc huy và tên nước) và nhà phát hành (NBS, viết bằng chữ Kirin và Latinh). | 70 % Cu, 12 % Ni, 18 % Zn | 28 mm      | 9,00 g     |
| 20 dinar | 2009             | 2009                                                 |          | Giá trị (số và chữ), chân dung Milutin Milanković, năm đúc tiền.       | Phù hiệu quốc gia (quốc huy và tên nước) và nhà phát hành (NBS, viết bằng chữ Kirin và Latinh). | 70 % Cu, 12 % Ni, 18 % Zn | 28 mm      | 9,00 g     |
| 20 dinar | 2010             | 2010                                                 |          | Giá trị (số và chữ), chân dung Đorđe Vajfert, năm đúc tiền.            | Phù hiệu quốc gia (quốc huy và tên nước) và nhà phát hành (NBS, viết bằng chữ Kirin và Latinh). | 70 % Cu, 12 % Ni, 18 % Zn | 28 mm      | 9,00 g     |
| 20 dinar | 2011             | 2011                                                 |          | Giá trị (số và chữ), chân dung Ivo Andrić, năm đúc tiền.               | Phù hiệu quốc gia (quốc huy và tên nước) và nhà phát hành (NBS, viết bằng chữ Kirin và Latinh). | 70 % Cu, 12 % Ni, 18 % Zn | 28 mm      | 9,00 g     |
| 20 dinar | 2012             | 2012                                                 |          | Giá trị (số và chữ), chân dung Milutin Milanković, năm đúc tiền.       | Phù hiệu quốc gia (quốc huy và tên nước) và nhà phát hành (NBS, viết bằng chữ Kirin và Latinh). | 70 % Cu, 12 % Ni, 18 % Zn | 28 mm      | 9,00 g     |

##### Stefan Dečanski

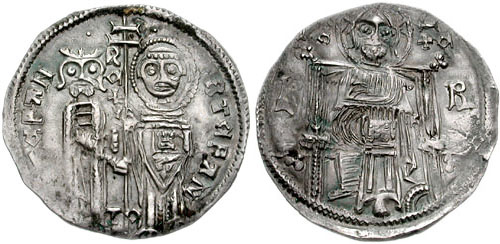
Đồng dinar của Stefan Dečanski. Mặt trước: vua đội vương miện nhận thánh giá kép từ Thánh Stephen. Dòng chữ "[S]TEFAN REX S STEFAN". Mặt sau: Chúa Giêsu trên ngai và dấu "P-R". Khối lượng 1,65 g, đường kính 21 mm.

## Lịch sử